# Пелозия серая
Пелозия серая или Лишайница мышиная (лат. Pelosia muscerda) — мотылёк из семейства Эребиды. Впервые был описан Иоганном Зигфридом Хуфнагелем в 1766 году. Вид встречается в палеарктике.

## Описание

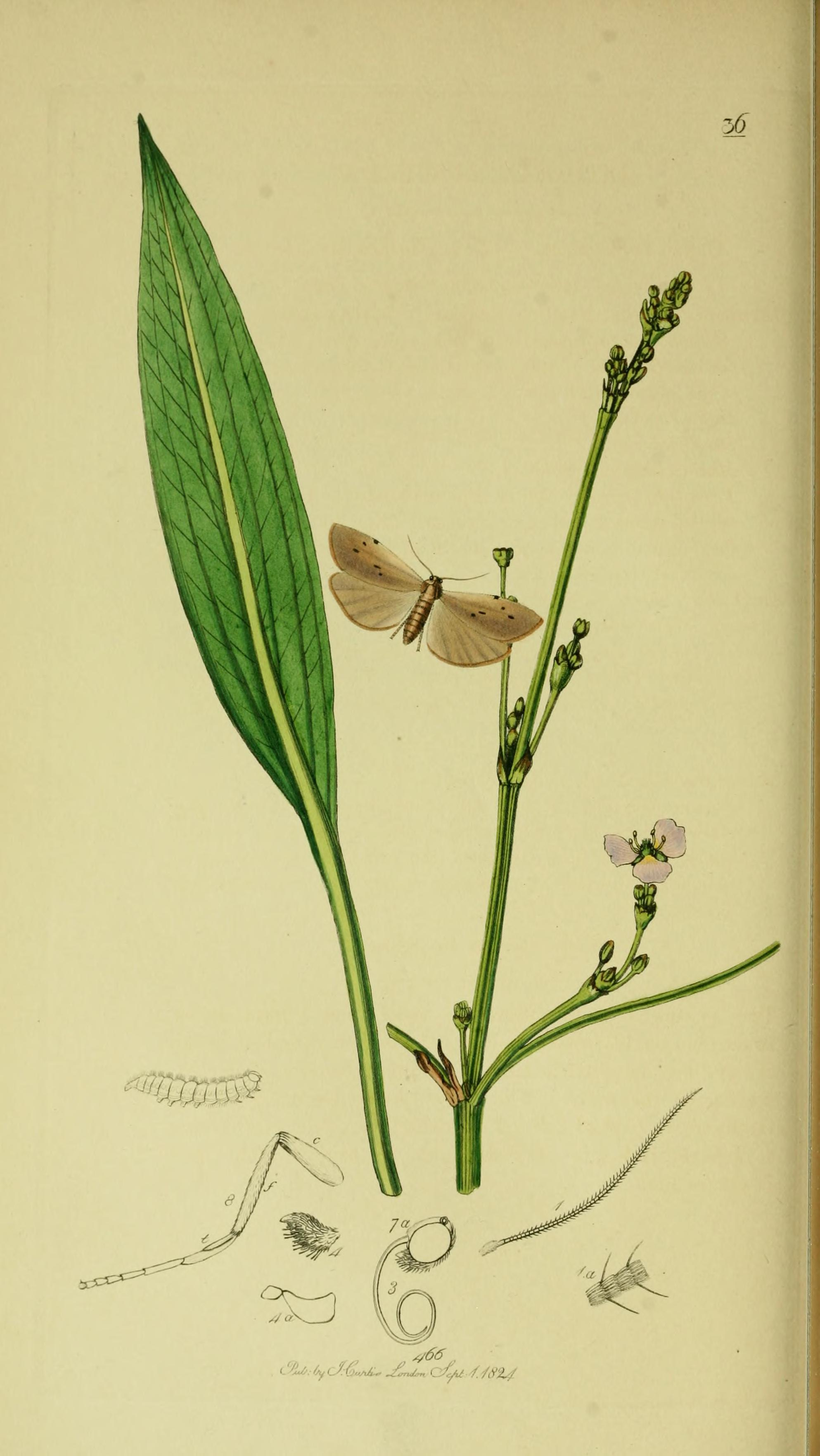
Иллюстрация из книги Джона Кертиса «Британская энтомология», том 5

Окрас крыльев серый, на передних крыльях по шесть тёмных пятнышек, расположенных в два ряда по два и четыре пятен. Задние крылья имеют более светлый окрас. Размах крыльев составляет 24-28 мм. Лёт происходит с июня по сентябрь. Зимуют гусеницы.
Гусеницы питаются лишайниками и водорослями.